# Barger-Oosterveen
Barger-Oosterveen is een buurtschap in de Nederlandse provincie Drenthe, gemeente Emmen, dat hoort bij Klazienaveen. Op 1 januari 2019 had het 303 inwoners.
Drenthe: Steden en dorpen      Nederland: Provincies · Gemeenten